# نوسان (امور مالی)
نوسان (انگلیسی: Volatility) تلاطم یا بی‌ثباتی، در امور مالی و تحلیل تکنیکی، به میزان تغییرات قیمت مجموعه‌ای از معاملات در طول زمان اطلاق می‌گردد، که از طریق محاسبه میزان انحراف معیار بازده لگاریتمی، اندازه‌گیری می‌شود. تاکنون مطالعات و تحقیقات فراوانی در زمینه مدل‌سازی و پیش‌بینی نوسانات بازده‌های مالی انجام شده است، ولی همچنان برای محاسبه میزان و چگونگی به وجود آمدن نوسانات مالی، از چند مدل نظری استفاده می‌شود.